# فرناندو ألفاريز دي سوتومايور إي زاراغوزا
فرناندو ألفاريز دي سوتومايور إي زاراغوزا هو رسام وسياسي إسباني، ولد في 25 سبتمبر 1875 في فيرول في إسبانيا، وتوفي في 17 مارس 1960 في مدريد في إسبانيا.

## مناصب
- انتخب Member of the Consultative National Assembly  [لغات أخرى]‏ (10 أكتوبر 1927 – 15 فبراير 1930).
- انتخب عضو المحاكم الفرانكوية  [لغات أخرى]‏ خلال فترته النيابية ‏ (16 مايو 1958 – 17 مارس 1961).
- انتخب Vocal of the Junta para Ampliación de Estudios e Investigaciones científicas ‏ (1926 – ).
- انتخب مدير متحف ‏ متحف ديل برادو (1939 – 1960).
- انتخب مدير متحف ‏ متحف ديل برادو (1922 – 1931).